# Surinaamse Judo Federatie
De Surinaamse Judo Federatie (SJF) is de officiële sportbond voor judo in Suriname. De bond is gevestigd in Paramaribo. De SJF is lid van het Surinaams Olympisch Comité en van de Pan American Judo Confederation en de International Judo Federation.
Judo werd op 8 september 1951 in Suriname geïntroduceerd door de blauwebander N.H. Kroon. Hij was een jaar later ook een van de oprichters van de Surinaamse Jiu Jitsu en Judo Amateursvereniging (SJJA).
De bond werd op 6 juni 1968 opgericht door André Kamperveen. Hij werd zelf de eerste voorzitter. In 1964 had hij al eens een vergeefse poging ondernomen om een jiujitsu- en judobond op te richten. Op 30 maart 1969 behaalde Eddy Murray de zwarte band, wat de eerste keer was dat dit op Surinaamse bodem gebeurde. Onder vertegenwoordiging van Ronny Wijngaarde werd de SJF in juli 1970 toegelaten tot de Caraibische Judo Federatie, waardoor er aan Caraïbische toernooien deelgenomen kon worden.